# 群青にサイレン
『群青にサイレン』（ぐんじょうにサイレン）は、桃栗みかんによる日本の漫画作品。当初は『月刊YOU』（集英社）で連載開始するが、同誌が休刊に伴い『少年ジャンプ+』に移籍。それ以降、完結までネット配信での発表形式に切り替わる。
河下水希が15年ぶりに「桃栗みかん」名義で出した作品であり、同作者の得意とする「お色気満載のラブコメディ」ではなく、「『嫉妬』や『後悔』といった負の感情」を取り上げたヒューマン漫画となっている。

## あらすじ
吉沢修二は少年野球時代、同い年の従兄弟・吉沢空にエースの座を奪われ、自暴自棄になって野球を辞めた過去を持つ。それから数年後、同じ高校に入学することになった2人は野球部へ入り、修二は空を見返すことを目論んでいた。しかしその思惑はまたしても叶わず、修二はキャッチャーに回されることになる。左投げという捕手としては弱点をかかえながらも、修二は空と信頼関係を築くべく、バッテリーとしての努力を重ねている。

## 登場人物

### 主要人物
吉沢 修二（よしざわ しゅうじ）
本作の主人公。県立玄石高校の1年5組。身長178→180センチメートル。血液型A型。
ポジションは投手、捕手、外野手（中堅手、右翼手）。左投げ左打ち。
本編開始の3年前に父を亡くしており、現在は母子家庭育ち。基本的に明るい勤勉家だが、ストーリー序盤では閉鎖的な面が強調されていた。恵まれた体格と運動神経を持ち、投手として140km/h台の速球を投げられるが、重度のイップスを抱えている。
そのきっかけは少年野球時代、チームメイトでライバルだった従兄弟の空に対する嫉妬と焦りにより、裏工作をして空の代わりにマウンドに立つも結果が出せず、さらに裏工作が明るみになりチームメイトや監督から冷遇されたことによる。その結果、従来の明るく元気な性格はなりを潜め、中学時代からはネガティブかつ閉鎖的な性格になった。また元凶とも言える空に対して強烈なコンプレックスが燻っている。
高校の入学式で空と再会し、空のスポーツマンとして未熟な体型や身長などを見て「今のこいつになら勝てるかもしれない」という暗い感情が湧き上がり、共に野球部への入部を決める。空に対する様々な感情とトラウマからかつてと同じく投手として競り合うも、未だに乗り越えられない現実に歯痒い思いをする。部員が揃いポジション編成が見直されるとともに監督から捕手を指名された。
母親が夜勤など仕事で多忙なため妹と協力して家事をこなしていて、実は料理が得意。中学では野球から離れ柔道をやっていた描写がある。高校入学後の50メートル走のタイムは6秒48。
吉沢 空（よしざわ そら）
本作のもう1人の主人公。修二の従兄弟。県立玄石高校の1年6組。身長157→160センチメートル。血液型B型。
ポジションは投手、外野手（中堅手）。左投げ左打ち。
家族構成は父・母、現在両親は海外で暮らしており空のみ単身帰国、父方の祖母の家で二人暮らしをしている。
修二と空が小学5年生のころに東京から玄石市へと越して来た。初めて会ったその日に修二からキャッチボールを教わる。その後修二と同じ少年野球に入団し、後にエースに抜擢される。
小学校を卒業する前にイギリスへと引っ越したが、高校入学時に戻ってきて修二と同じ県立玄石高校に進学。入試でトップだったため新入生代表挨拶を行う。投手としては、球速はそれほどでもないと評されることが多いが、正確なコントロールと強く曲がる縦カーブが武器。また空の投げる球は、打者がミートしきれず詰まったり当たっても飛距離が伸びなかったりするという特徴も侮れない点として描写がよく見られる。
溝口曰くアイドル顔。クラスでも部活でも基本超無愛想キャラとの評価を受けている。高校入学後の50メートル走のタイムは6秒95。

### 玄石高校
県立の進学校。男女共学。男子は学ラン、女子がブレザーとなっている。

#### 野球部
「楽しくやる」をモットーに掲げてきた弱小チーム。
第1巻時、上級生7人（3年生が3人、2年生が4人）という有様だった。その後、新たに3人が加わったことで人数不足が解消され、公式戦に出場できるようになった。20年前は現在よりも強豪だったらしく、当時の功績として専用グラウンドやナイター照明、ミーティングルームなど設備は充実している。
なお、練習時間は朝7時から始業時間まで放課後は夜9時まで、かつ月曜休みと土日は電気代節約のためナイター練習はなし。
角ヶ谷 尚志（つのがや なおし）
修二の友人。井綿リトルリーグ出身。身長175センチメートル。血液型AB型。
人見知りな性格で眼鏡をかけている、クラスでも修二と同じ1年5組。ポジションは遊撃手。右投げ右打ち。
当時のチームメイトであった副キャプテンの鈴木とはお互い面識があった。
片山 龍起（かたやま たつおき）
夏終わりに入部してきた強面でガタイのいい新入部員。1年2組。県外受験組。中学時代は正捕手の4番。右投げ右打ち。
4月の対丈陽親善試合を見てノーコンピッチャーでありながら球威があった修二の球をもう一度見たいと野球部にやって来た。修二が投手で、自身がその捕手をするという条件で入部をすると言い、捕手としての道で吹っ切れ始めていた修二はその申し出を拒否。修二と正捕手の座を競り合うライバルとなる。
溝口 哲平（みぞぐち てっぺい）
明るく物怖じしない性格。1年6組。井綿北中学校（いわたきたちゅうがっこう）出身で、遊撃手経験者。対丈陽親善試合では玉井と交代で右翼手、対外試合では二塁手。
本人曰く入学当初、野球部に入部する気はあまりなかったものの「美人のマネージャーが毎日俺のためにクッキーを焼いてくれる」と聞き、実際は美人のマネージャーではなく部員の玉井が作ったクッキーに釣られて入部を志望した。修二の妹・亜子からは「アホっぽい子」「お調子者系子分キャラ」と手厳しい評価を受けているが対して亜子のことをいい感じのコと野球部部員の前で発言していたりする。
浅羽（あさば）
熱い性格で左目の下に泣きぼくろのある2年生。身長170センチメートル。
元々は小学4年生時から通じて遊撃手であったが、新入部員の角ケ谷が同ポジションにおさまったことによりそれ以降は二塁手、対外試合では中堅手をこなす。1番打者としてチームを波に乗せるムードメイカー的なプレイも多い。
実家が浅羽スポーツ店という個人商店であり、野球道具関連も多く取り扱っているようで玄石高校野球部では道具のほか練習着に遠征バッグまでを揃えで注文している。ただしキャプテンの兼子曰く店で取り扱うグローブなどは「古いしダセーしよくわからんメーカーのしか置いてねー」らしい。球技大会ではバスケを選択する。
3年生が引退後は監督の指名によりキャプテンとなる。
寺田（てらだ）
大柄で寡黙な2年生。元のポジションは一塁手の選手だが作中で何度も穴になりがちな捕手を担っている。5番打者。
捕手としてのノウハウは玉井に教わった。一時期あるプレイがきっかけでそれ以降部活から足が遠のいいていたが、その後玉井と互いの野球に対する姿勢や思いなどを真っ向からぶつけ合い部にも復帰した。
玉井 文登（たまい ふみと）
小柄な2年生。対丈陽親善試合でのポジションは右翼手。
体力不足や運動が得意ではないこと基本的に試合ではベンチになることが多いが、本人は野球好きの熱心な努力家であるため自分が野球部に貢献できる事柄を考えた上で、部員の人数がぎりぎりという現状で他の選手の練習の充実に関わる雑用をこなすマネージャーを自ら買って出る。その機会があってからは、部員数がぎりぎりな内情も含めてマネージャーの仕事と選手の両立をする立場となった。部内でも癒し枠・相談役的な立場を持っており部員の多くからは「玉ちゃん」と愛称で呼ばれる。お菓子作りが得意で野球ボール型のクッキーをエサに溝口と伊藤を釣った。そもそも野球自体は中学から続けていたもののベンチにも入れずにいた選手で、元は捕手のポジションに憧れがあったものの自身の身体能力などを理由に諦めている、現在はその代わりに寺田や修二に捕手としての魅力を説いたり相談に乗ったりしている。
3年生が引退後は監督の指名により副キャプテンとなる。
伊藤（いとう）
厚い唇が印象的な2年生。ポジションは主に外野手、対外試合では左翼手を担当する。
兼子 八洋（かねこ やひろ）
キャプテン。3年1組。井綿市立白山中学校出身。身長183センチメートル。ポジションは三塁手。4番打者。右投げ右打ち。
副キャプテンの鈴木とは中学時代からの同級生で、楽しく野球をやろうといって同じ学校を追いかける形で受験。その鈴木からは一貫して「兼子」と呼ばれている。また、入部の際で初対面時には修二と空が同じ吉沢姓だったためややこしさから「デカイ吉沢」「ちっちぇー吉沢」と本人は便宜上呼び分けたところ空から反発されたことがあるなど、ガサツだったりややデリカシーに欠ける言動が目立つが後輩の頭を撫でたり、友人である鈴木の代わり如く因縁の相手である守屋に食ってかかったりするなど何だかんだ面倒見がいい質。球技大会ではバスケを選択し優勝する。
血液型はO型。誕生日は8月3日。
鈴木 暁彦（すずき あきひこ）
副キャプテン。3年1組。身長181センチメートル。リトル時代のポジションは投手、玄石高野球部では対丈陽の親善試合で一塁手、その後二塁手を任されていたが、対丈陽の県大会では1イニングのみだが投手に交代した。3番打者。右投げ左打ち。
井綿リトルリーグ→一中（いつちゅう）→井綿市立白山中学校・井綿リトルシニア→玄石高校
キャプテンの兼子とは自身が中学生のころに転校してきてからの同級生。その兼子と、中学時代リトルシニアでバッテリーを組んでいた捕手の守屋からは「アキ」と呼ばれる。第三者目線からイケメンと容姿を褒められる描写がある、女子生徒が球場へ応援うちわを持参してまで駆けつけるなど女性ファンが多い様子。しかし兼子によると「アイツ モテるかもしんねーけど基本女のこと信じてねーから！」とのこと。球技大会ではサッカーを選択し優勝する。
血液型はA型。誕生日は2月14日。
村松 歩（むらまつ あゆむ）
部活をサボりがちであったヘタレ気質の3年生。身長179センチメートル。ポジションは投手、外野手。右投げ右打ち。
血液型はO型。誕生日は5月4日。
斉間 葵（さいま あおい）
3年生が引退し部員人数不足となった夏終わりに入部してきたチャラい新入部員。2年4組。身長179センチメートル。少年野球での経験があり、入部以前の試合で手伝いとして左翼手を、その後正式入部で内野手を担当し対外試合の際には三塁手を担った。
野球部入部の前日までテニス部に所属しており、その前は弓道部・水泳部・卓球部に在籍していた。異性にモテるために生きているにも関わらず実際あんまりモテない。入部動機はテレビ中継された野球部の試合のおかげで同級生である浅羽が自分よりもモテていたため、自らもテレビに映るべくという不純なものだったが、やってみると何でも器用にこなすタイプだったため戦力としても重宝される。

#### 監督・マネージャー
蓜島（はいじま）
野球部の監督。修二の父親が左投げの捕手だったことを知っている。
ロン毛に髭面と野球部監督にしてはその実力を疑う風貌をしているが練習は厳しい。また普段のスパルタ的な姿から一変して、玄石内で合宿を行った際には早朝から送迎など集まった保護者に礼を表して頭を下げたり、合宿の食事として部員分のカレーを作ったりもするなどサポートにもつつがない。
戸倉（とくら）
野球部の部長。本編開始の春より任命を受け、市大会は風邪により欠席したものの回復後は練習や大会時などに顔を出している。自身は野球に詳しくないものの野球部員たちへの理解は深く、部費や備品の管理・OBや父母との連絡・他校の視察などで生徒たちを支えている。校内では同じく野球部員の浅羽の在籍するクラスの担任も受け持っている。

### 丈陽学園・野球部
私立丈陽学園（しりつじょうようがくえん）は玄石市で玄石高校を除いた市内2つの高校のうち1つ。制服は男子がブレザーである。野球部は県大会ベスト4常連の強豪校、玄石高校とは親睦を目的とした2校のみの公式の市内大会が毎年4月に行われるという関係がある。玄石に対しては、主人公が入部する年までで丈陽が18連勝を貫き完全に格下として扱っているようで、試合では丈陽も1年生チームで挑むのが通例とされていた様子。野球部のユニフォームは縦縞。
一柳（いちやなぎ）
1年生。4月の丈陽対玄石の親善試合にて4番打者、ポジションは中堅手として出場。親善試合にて空の決め球・カーブに翻弄される。県大会の対玄石戦ではベンチ外の応援で参加。
久保山（くぼやま）
2年生。ポジションは中堅手。1番打者。
県大会の対玄石戦では空の球を初回打ちしホームランを放った。
釘崎 梓（くぎざき あずさ）
3年生。140km/h超えを放つエース投手、普段からあまり積極的にやる気を出すタイプではないようで扱いが難しい癖のある性格。しかし、自分より下だと判断したレベルの人間がやる野球を煽ったりする激しい一面や強豪故の大きなプレッシャーから逃げ出しかけるなど繊細なところもある。現在の守屋とのバッテリー。身長180センチメートル。右投げ右打ち。
血液型はAB型。誕生日は9月19日。
守屋 宙樹（もりや ひろき）
キャプテン。3年生。身長183センチメートル。捕手。4番打者。右投げ右打ち。
井綿リトルリーグ→井綿市立白山中学校・井綿リトルシニア→丈陽学園
小学2年生から中学3年生までは、玄石の鈴木が投手・自身が捕手のバッテリーであった。その当時から打撃も評判がよく強豪校からスカウトが来ていた所謂野球のエリート。鈴木が投手として投げられなくなった際にも居合わせたが、肘を酷使しすぎた鈴木を説得しきれずそのことを悔いて一度完全に決別してしまう。その鈴木とは長らく連絡を絶っていたが呼び方は変わらず「ヒロ」と呼ばれている。
丈陽のキャプテンとしての守屋は、メディアも注目する選手であり完璧な爽やかな好青年らしく、チームメイトが頼る時におちゃめなムードメイカーかつ毎試合ホームランを生むバッターとなる。4月の対玄石親善試合後、噂に聞いた空や修二のピッチングを確かめに自ら玄石へ訪問をしそこで修二のイップスを確かめるために協力を申し出る。その後修二の前で空と投球練習を行うなどした、その後も修二に捕手としてのアドバイスをするなり自身の経験を通して伝え影響を与える。
血液型はO型。誕生日は9月4日。

### 吉沢家
吉沢 亜子（よしざわ あこ）
修二の年子の妹。3月生まれ。玄石高校の1年6組で空と溝口と同じクラス。
溝口からは「うちのクラスにいい感じのコいる」と表現がされたり「亜子は俺の」という発言が本人や周囲の人間の前で発せられており、多少なりに好意を持たれている。
修二の母
夫に先立たれた未亡人。看護師。
空の母
熱心な教育ママ。
祖母
修二の父と空の父（双子）の母親。空の両親が外国にいるため、空と一緒に住んでいる。孫思いな優しい性格。

## 書誌情報
- 桃栗みかん 『群青にサイレン』 集英社（月刊YOU→少年ジャンプ+）、全12巻[2]
  1. 2015年11月25日発売、ISBN 978-4-08-845492-4
  2. 2016年3月25日発売、ISBN 978-4-08-845549-5
  3. 2016年7月25日発売、ISBN 978-4-08-845617-1
  4. 2017年1月25日発売、ISBN 978-4-08-845713-0
  5. 2017年4月25日発売、ISBN 978-4-08-845756-7
  6. 2017年10月25日発売、ISBN 978-4-08-845848-9
  7. 2018年3月23日発売、ISBN 978-4-08-844016-3
  8. 2018年7月25日発売、ISBN 978-4-08-844074-3
  9. 2018年11月22日発売、ISBN 978-4-08-844130-6
  10. 2019年8月2日発売、ISBN 978-4-08-844229-7
  11. 2020年3月4日発売、ISBN 978-4-08-844335-5
  12. 2020年10月2日発売、ISBN 978-4-08-844395-9